# Vloedberging
De vloedberging vormt het gebied waarin het water dat met vloed door een zeegat naar binnenstroomt wordt opgeslagen tot het met eb weer door het zeegat naar zee kan stromen. De vloedberging vormt een essentieel onderdeel van een zeegat in een voor aanslibben gevoelige kust zoals de Nederlandse Waddenzee.

## Voorbeelden

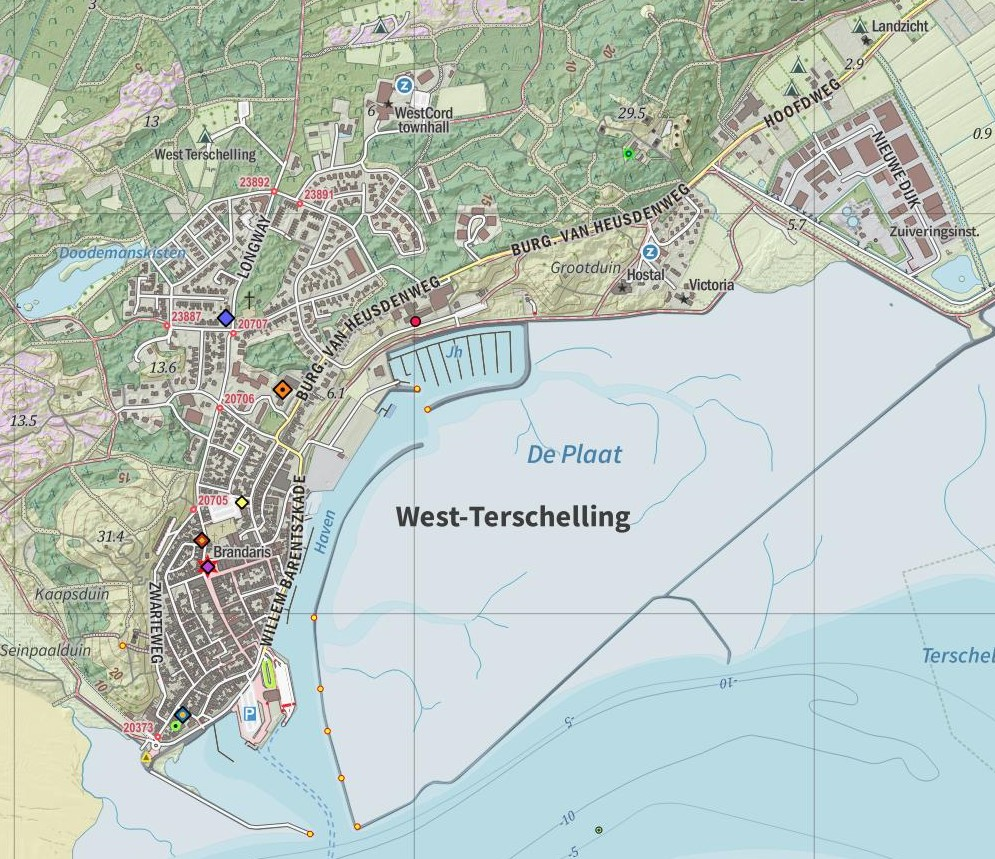
De basaltdam scheidt "de Plaat" van de Waddenzee.

- Voor de aanleg van de Afsluitdijk vormde de Zuiderzee de vloedberging voor het Amsteldiep en de Vliestroom (tussen Vlieland en Terschelling). De vloedberging van het Eierlandse gat is veel kleiner en reikte slechts tot waar nu ongeveer de Afsluitdijk ligt.
- De Middelzee in Friesland was het vloedbekken van het Koggediep, een zeegat dat ooit tussen Terschelling en de Boschplaat aanwezig was.
- De Lauwerszee vormde tot de afsluiting in 1969 de vloedberging voor de zeegaten tussen Schiermonnikoog en Rottumerplaat.
- Het Zwin is een voor de stad Brugge belangrijk zeegat geweest, dat echter door het ontbreken van een goede vloedberging steeds verder verzandde.
- Een voorbeeld van een kunstmatige vloedberging wordt gevormd door de haven van West-Terschelling: "De Plaat" fungeert als vloedberging voor het "zeegat" dat de haven vormt. Bovendien wordt, door de relatief lage scheiding tussen de Waddenzee en de vloedberging tijdens vloed water over de basaltdam gestuwd, dat bij eb door de haven weer naar zee stroomt. Op die manier wordt de ophoping van slib in het "zeegat" verminderd.

## Functie
De gebied van de vloedberging zorgt ervoor dat er voldoende water met een snelheid die groot genoeg is door het zeegat stroomt om afzetting van materiaal in het zeegat te voorkomen. Afzetting leidt tot verlanding, en daarmee tot het verdwijnen van het zeegat.
Het verdwijnen van het Koggediep tussen Terschelling en de Boschplaat na het aanleggen van de bedijking rond Het Bildt (rond 1500) is hier een voorbeeld van. Dat er een ruime tijd kan verlopen voor een zeegat echt verland is blijkt uit het feit dat nog in de jaren 50 van de 19e eeuw een schip bij storm over die plek van de Noordzee naar de Waddenzee spoelde. De Eerste Slenk op Terschelling ligt ongeveer op de plek van het oude Koggediep.
Welke invloed de afsluiting van de Zuider- en de Lauwerszee op de geografie van de Nederlandse waddenkust (gaan) hebben is in dat licht moeilijk te voorspellen.